# Hypertrichose
Als Hypertrichose, Hypertrichosis (altgriechisch ὑπέρ ‚über‘, θρίξ ‚Haar‘) oder Polytrichie bezeichnet man das Symptom einer über das übliche Maß hinausgehenden Haardichte bzw. Behaarung, die weder dem Altern noch dem Geschlecht oder der ethnischen Herkunft entsprechen. Es wird zwischen angeborenen und erworbenen Formen unterschieden, sowie zwischen generalisierter, lokalisierter und symptomatischer Hypertrichose. Eine spezielle Form der Hypertrichose wird als Ambras-Syndrom bezeichnet.
Generalisierte Hypertrichose betrifft den gesamten Körper mit Ausnahme der Fußsohlen und Handflächen. Die seit früheren Jahrhunderten bekannten und so genannten Haarmenschen waren bzw. sind hiervon betroffen.
Von der Hypertrichose abzugrenzen sind alle Formen hormonell bedingter Änderungen des geschlechtsspezifischen Behaarungstypes, bei Frauen als Hirsutismus bezeichnet.

## Erscheinungsformen

### Angeboren, lokal
Hypertrichose kann von Geburt an und lokal begrenzt auftreten, beispielsweise als behaarter Naevus pilosus (Tierfellnävus), oder auch als verstärkte, teilweise der Kopfbehaarung ähnliche Behaarung über dem Kreuzbein bei Erkrankungen, bei denen das Neuralrohr in der Embryonalentwicklung nicht vollständig geschlossen wurde (sogenannte Dysraphien), beispielsweise der Spina bifida.

### Angeboren, generalisiert

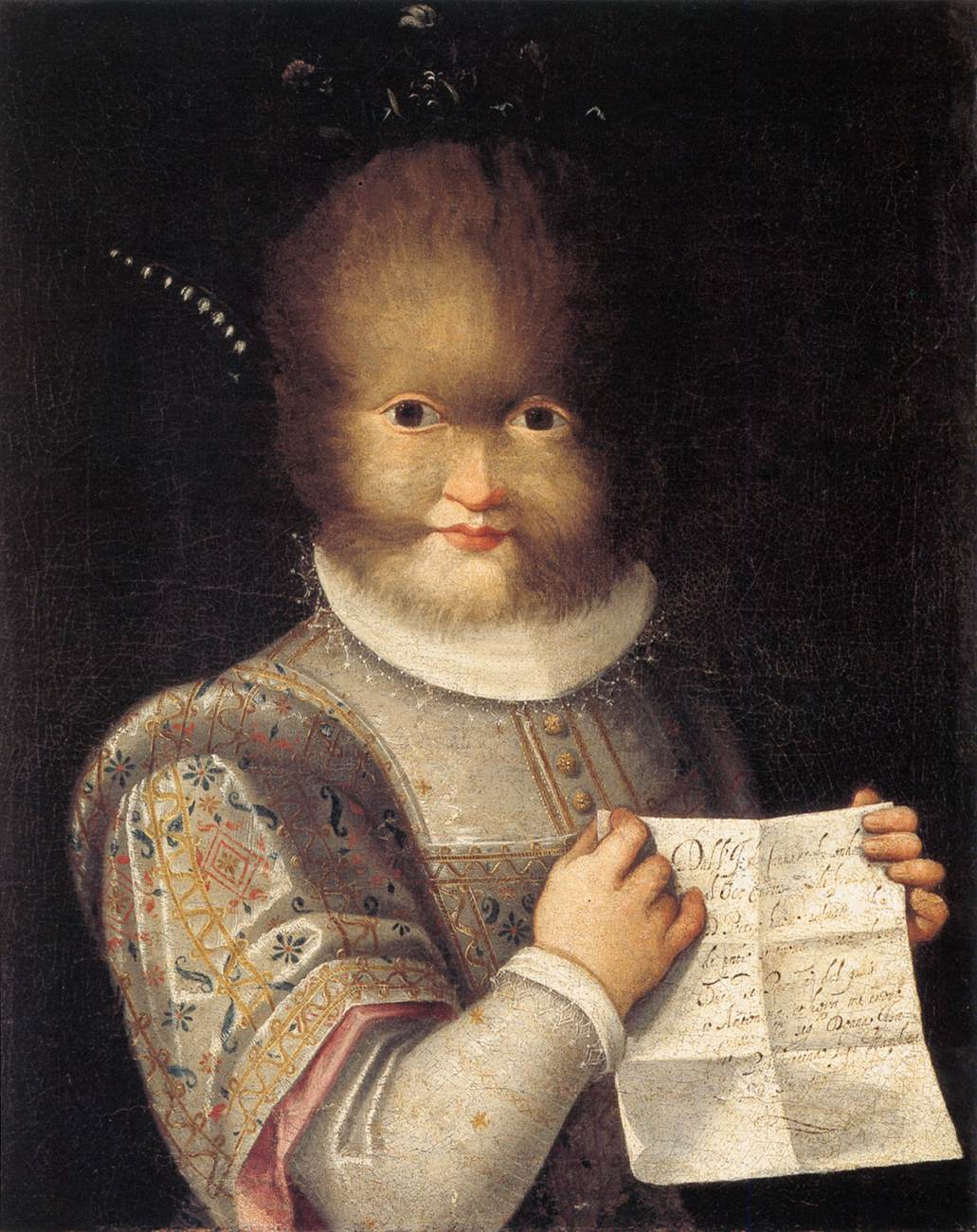
Porträt der Tognina Gonsalvus, ca. 1580, von Lavinia Fontana

Es gibt vererbte, angeborene generalisierte Formen, siehe unter Kongenitale generalisierte Hypertrichose.

### Erworben, generalisiert
Die den Fötus bedeckende Lanugobehaarung kann nach der Geburt als erworbene Form neu auftreten (Hypertrichosis lanuginosa acquisita); dies ist sehr selten im Rahmen von Krebserkrankungen als sogenanntes paraneoplastisches Syndrom besonders bei Eingeweidetumoren der Fall (Herzberg-Potjan-Gebauer-Syndrom).
Einige Medikamente können eine generalisierte Hypertrichose auslösen. Ein Beispiel ist das Blutdruckmedikament Minoxidil, das bei äußerlicher Anwendung auch zur Therapie eines umschriebenen Haarausfalls verwendet wird.

## Komorbidität
Bei verschiedenen Erkrankungen kann eine Hypertrichose wesentliches Merkmal sein, so beim Amaurose-Hypertrichose-Syndrom, Barber-Say-Syndrom, Gorlin-Chaudhry-Moss-Syndrom und beim Wiedemann-Steiner-Syndrom. Das Online-Informationsportal für seltene Erkrankungen Orphanet unterscheidet insgesamt 15 Störungen, die mit Hypertrichose einhergehen. Nur eine Form, die generalisierte kongenitale, X-chromosomale Hypertrichose, ist dabei an das X-Chromosom gebunden.

## Geschichte der „Haarmenschen“

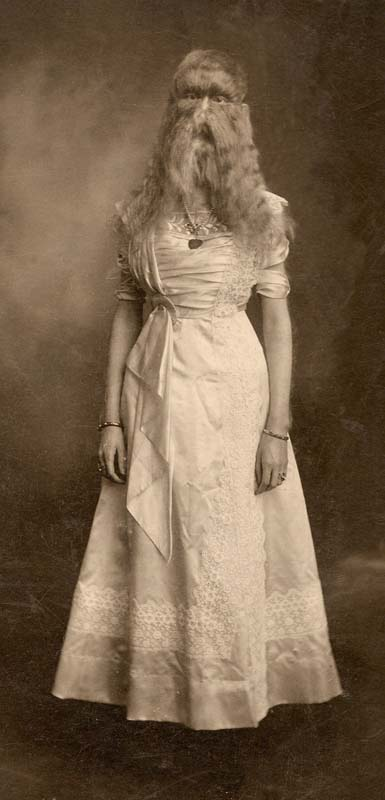
Alice Elizabeth Doherty (1887–1933) als Teenagerin

In früheren Jahrhunderten waren sogenannte Haarmenschen in vielen Fällen der Schaulust ihrer Umgebung ausgesetzt; sie nutzten ihre körperliche Besonderheit teils aber auch, mehr oder weniger freiwillig, um ihren Lebensunterhalt zu bestreiten.
In der Renaissance lebten Haarmenschen an den königlichen Höfen Frankreichs, Italiens und der Niederlande, wo sie unterrichtet wurden und als menschliche Kuriositäten Teil des Hofstaates waren. Bekannt in der Überlieferung wurde zum Beispiel der „Affenmensch“ Petrus Gonsalvus (1537–1618), der eine Zeitlang am Hof des französischen Königs Heinrich II. lebte. Vier seiner sieben Kinder, darunter auch seine Tochter Tognina Gonsalvus, erbten die Hypertrichose.
Einige berühmte Haarmenschen arbeiteten als Freaks sowie „bärtige Frauen“ auf den Jahrmärkten oder begleiteten Side Shows des 19. Jahrhunderts, wie etwa Julia Pastrana (1834–1860), Krao Farini (1876–1926) und Lionel der Löwenmensch (1890–1932).
Seit 2010 gilt die Thailänderin Supattra Sasupan (* 5. August 2000) im Guinness-Buch der Rekorde als das haarigste Mädchen der Welt.

## Kultur

### Mythen und Volksmärchen
Der Mythos des Werwolfs hängt möglicherweise mit der Erkrankung Hypertrichose zusammen, angeblich auch das Volksmärchen Die Schöne und das Biest.

### Filme
- Human Nature, USA 2001
- Fell – Eine Liebesgeschichte, USA 2006
- Milo, Niederlande 2012[10]
- Moon of Desire, Philippinen 2014[11]
- The True Adventures of Wolfboy, USA 2019[12]